# Roger Bossière
Pour les articles homonymes, voir Bossière.
Roger Bossière (1922-2006) est un ajusteur puis technicien, militant conseilliste, puis syndicaliste révolutionnaire et libertaire.
Pendant la Seconde Guerre mondiale, en 1942, il est parmi les fondateurs du Groupe révolutionnaire prolétarien, organisation clandestine, anticapitaliste et internationaliste, antifasciste et antistalinienne.
En 1991, il est parmi les fondateurs de l'organisation Alternative libertaire.

## Biographie
Né dans une petite ville du département de l'Yonne, il est très jeune influencé par l'anarchisme.
Sa rencontre avec Maximilien Rubel, dans les années 1930, le marque intellectuellement pour la vie.
Dans une permanence des Jeunesses socialistes révolutionnaires, il fait la connaissance de Pierre Lanneret avec qui il établit une relation amicale qui se développera durant la guerre. Ils étudient ensemble l’espéranto et rejoignent un groupe d’espérantistes pacifistes, dans lequel ils restent jusqu’à la guerre.
Fin 1941, début 1942, avec Jean et Anne Justus, Pavel et Clara Thalmann, Maximilien Rubel et Pierre Lanneret, il est parmi les fondateurs du Groupe révolutionnaire prolétarien,,, dont il s'éloigne quelques mois plus tard.
Après la Deuxième Guerre mondiale, il est actif, à partir de 1947, au Mouvement laïque des Auberges de jeunesse, puis au Mouvement indépendant des auberges de jeunesses (MIAJ), scission libertaire au sein de la Fédération unie des auberges de jeunesse en 1951.
Plus libertaire que communiste des conseils, il rejoint en 1974 le cercle de La Révolution prolétarienne et adhère, en 1991, à Alternative libertaire, dont il reste un militant actif jusqu'à fin 2000.

### Publications
- Il contribue à La Révolution prolétarienne, « revue syndicaliste révolutionnaire » fondée par Pierre Monatte à Paris, en janvier 1925[9]